# Centro (São José dos Campos)
Centro é um bairro da Região Central de São José dos Campos. Neste bairro, estão a administração da cidade, diversos prédios históricos, e um forte comércio de rua, além da vista para um dos principais cartões postais da cidade, o Banhado. Diferente de muitas outras cidades, o Centro não é o local do povoamento inicial de São José dos Campos, que fica a 10 km de distância, no bairro do Rio Pequeno.[carece de fontes?]

## Características

### Construções históricas
- Capela Nossa Senhora Aparecida: prédio datado de 1908, tombado pelo Comnphac (Conselho Municipal de Preservação do Patrimônio Histórico, Artístico, Paisagístico e Cultural). Contém o Museu de Arte Sacra de São José dos Campos, inaugurado no dia 17 de dezembro de 2007, contando com um acervo com imagens, paramentos, objetos litúrgicos, oratórios, livros religiosos, bandeiras de procissão, etc.[3]
- Espaço Mário Covas, prédio com estilo eclético, inaugurado em 1926. Abrigou a Escola Livre para Formação de Professores e a Câmara Municipal da Cidade. Foi tombado como patrimônio histórico em 1994.[4] Atualmente abriga o Museu de Esportes de São José dos Campos, transferido para o prédio em dezembro de 2002,[5] a Exposição Permanente de Maquetes de Patrimônios Histórico, e atividades culturais diversas[4]
- Biblioteca Pública Cassiano Ricardo, antigo Teatro Municipal da cidade, com prédio construído em 1909. A Biblioteca foi fundada em 20 de outubro de 1968 e transferida para o atual prédio em 1980. Possui acervo com mais de 70 mil livros para pesquisa e leitura, 25 títulos entre jornais e revistas de várias épocas, vídeos com assuntos diversos, CDs, mapas e partituras, além de um vasto material com escrita em Braille e também livros e revistas em áudio[6]
- A Praça Cônego João Marcondes Guimarães é o logradouro mais antigo do Centro de São José dos Campos, para onde a aldeia de São José foi transferida em 1643.[1] Na prática, é considerada o marco zero da cidade, e é onde se localiza a Igreja Matriz de São José , construída em 1934. A igreja original desabou em 1831[7]
- O Cine Teatro Benedito Alves da Silva foi construído em 1950 para apresentações teatrais, bailes e exibições de filmes, com capacidade para 256 pessoas. O prédio foi fechado em 2003, e adquirido como patrimônio público, estando sob a guarda da Fundação Cultural Cassiano Ricardo (FCCR) desde 2007.[8] Em agosto de 2012, o Instituto de Pesquisa, Administração e Planejamento (Ipplan) anunciou que o espaço seria reformado e se tornaria novamente um centro cultural, por meio parceria entre a iniciativa privada e a FCCR[9]
- Igreja São Benedito: Inaugurada em 1876, a igreja, construída em taipa e pilão, é o patrimônio mais antigo da cidade.[10] Em 1933, tornou-se provisoriamente a igreja matriz da cidade. Foi tombada pelo Condephaat em 25 de julho de 1980.[11] Após uma obra de restauro, tornou-se, em maio de 2012, um espaço cultural da FCCR, abrigando especialmente apresentações musicais[12]
- Mercado Municipal de São José dos Campos: Inaugurado em 1923, reúne 90 comerciantes cadastrados pela Prefeitura, que comercializam diversos produtos como peixe, carne, verduras, legumes, pastéis e artesanato.[13] Seu entorno encontra-se em processo de revitalização, através do Projeto Centro Vivo da Prefeitura de São José dos Campos, com o objetivo de transformar o local num pólo gastronômico.[14]

### Degradação e revitalização
O Centro de São José dos Campos possui sinais de degradação urbana, tais como esvaziamento populacional e de serviços, deterioração do patrimônio construído, e falta de segurança para os transeuntes, além da presença de mendigos e usuários de drogas. Para reverter este quadro, em 2010, a Prefeitura de São José dos Campos lançou o Projeto Centro Vivo, um plano integrado para a área central, contemplando diversos projetos e ações para a consolidação da revitalização da área de modo mais estrutural e efetivo.
Dentre as ações já realizadas no contexto do projeto, estão:
- Reforma da Praça e Restauro da Igreja São Benedito;
- Reforma da Rodoviária Velha;
- Reforma do Espaço Mário Covas;
- Revitalização do calçadão da Rua 7 de Setembro;
- Revitalização da Praça Afonso Pena;